# 柳大纲
柳大纲（1904年2月8日—1991年9月14日），字纪如，男，江苏仪征人，中国无机化学和物理化学家，中国分子光谱研究的先驱者，盐湖化学的奠基人，中国科学院院士。

## 家庭
儿子柳怀祖。